# Celerena spreta
Celerena spreta là một loài bướm đêm trong họ Geometridae.